# بيتروس بيريكيتيس
بيتروس بيريكيتيس أو بطرس الحلو، أحد أكثر الموسيقيين ابتكارًا في القسطنطينية في القرن السابع عشر (الحقبة العثمانية). كان إلى جانب كل من باناغيوتيس كريسافي الجديد وبالاسيوس الكاهن وجرمانوس أسقف نيو باتراس، أحد أكثر الشخصيات تأثيرًا في تطور فن الموسيقا البيزنطية بعد سقوط القسطنطينية في عام 1453، على الرغم من أنه لم يكن مرتبطًا أبدًا بالبطريركية في حي الفنار (إسطنبول). شغل لسنوات عديدة منصب البروتأوبسولتيس (مرتّل القداس الأول) في أبرشية القديس قسطنطين في حي سماطية (إسطنبول) بالقرب من ساحل بحر مرمرة.
ذكر المغني اليوناني كريسانثوس أن بيريكيتيس خدم خلال حياته، التي من المفترض أنها امتدت تقريبًا بين عامي 1665 و1725، أي في زمن الارخن البروتأوبسولتيس، في بطريركية القسطنطينية المسكونية لباناغيوتيس هالاتزوغلو وخادمه جون ترابيزونتيوس (1748-1727).

## تعليمه
لا شيء معروف عن زمن حياته الحقيقي، لذا افترض البروفيسور غريغوريوس ستاثيس أن هناك خلطًا بين بيتروس بيريكيتيس، تلميذ جون ترابيزونتيوس بيتروس بيلوبونيسيوس وخادم الأخير بيتروس بيزنطيوس. بدأ بيتروس بيريكيتيس دراساته الموسيقية في مدينته القسطنطينية، لكنه زار لاحقًا جبل آثوس مدة طويلة للدراسة تحت إشراف المعلم الشهير لموسيقيي القسطنطينية، الراهب المولدوفي داميان فاتوبيدي (1720-1650).

## مؤلفاته الموسيقية
خلّف بيريكيتيس مجموعة موسيقية واسعة النطاق تغطي جميع أنواع التراتيل الكنسيّة بما في ذلك ترانيم القربان المقدس (لكل من أيام الأحاد وأيام الأسبوع)، ترانيم، وتراتيل بسيطة، وكراتيماتا، وباسابنواريا، وبوليليا، ودوكساستيكا، وكاتافاسيز لأيام الأعياد المختلفة. من بين مؤلفاته الأكثر شهرة، المقطوعة المكونة من ثماني درجات «يا والدة الإله والعذراء» لجوقتين متناوبتين، وأكثر ما تُغنّى في وقفات الأعياد على جبل آثوس.

### هيرموي الكالوفونيك
أدت مؤلفاته الموسيقية للهيرموي على وجه الخصوص (التي لم ينتج معاصروه مثلها من حيث الجودة والكمية) إلى ظهور نمط من ترانيم الشعائر الكنسية (خارج الليتورجيا) عُرفت باسم «هيرموي الكالوفونيك»، وتشير إلى أسلوب معين للأطروحة اللحنية للإرث القديم، ولكن بألحان منفردة ومدروسة تتميز إلى حد ما بأنها موسيقا كنسيّة («صوت جميل»). يشار إلى بيتروس أحيانًا باسم «أبو هيرموي الكالوفونيك» نظرًا لموهبته الاستثنائية التي طورها بشكل رئيس في هذا النوع من الموسيقا، على الرغم من أن هذا النوع كان موجودًا منذ العصر البيزنطي، وبالاسيوس هو من أحياه بالفعل مع بعض الملحنين المعاصرين الآخرين مثل جرمانوس. تعرّف بيتروس في الواقع على هذا النوع الموسيقي في أثناء دراسته مع داميان في دير فاتوبيدي، وضمن مجموعة هيرموي الكالوفونيك المعروفة التي أسسها الملحنون خلال الحقبة العثمانية، وغيرها من المطبوعات والمصادر غير المعروفة على الأقل. وينسب إليه نحو 45 مؤلفًا.
يشتق اسم «بيريكيتيس» من الكلمة التركية «بيريكيت» تعني (حرفيًا «الوفرة») التي اشتُهر بها بيتروس في تلبيته لأسئلة طلابه المتلهفة للحصول على مزيد من هيرموي الكالوفونيك أو المعارف الأخرى لدراستها. جعل الكاهن بالاسيوس هيرموي الكالوفونيك واحدًا من أهم أنواع الموسيقى اليونانية العثمانية. كان هذا النوع خارج الليتورجيا وبالتالي أكثر تجريبيًا من الطريقة الكالوفونية في تأليف الاستيشيرا (نوع من الترانيم) التي أوجدها الملحنون البيزنطيون السابقون مثل جون كوكوزليس ومانويل كريسافيس. أصبحت المجموعة العثمانية من هيرموي الكالوفونيك أكثر شعبية من البيزنطية الاستيشيرا كالوفونيك ضمن التقليد الحي للترانيم الأرثوذكسية، وقد نشرها ثيودوروس فوكايوس في نسخة غريغوريوس البروتوبسالتيس. ولكن هناك نسخة من هيرموي الكالوفونيك مكتوبة بخط اليد وفق العلامات الموسيقية للتدوين الموسيقي (نيمي).
نسخ غريغوريوس البروتوبسالتيس وزميله كريسانثوس ماديتوس أعمال بيريكيتيس الباقية عن النظام القديم للتدوين الموسيقي الباراسماني البيزنطي إلى حد كبير نحو بداية القرن الثامن عشر. وأعاد شارالامبوس كاراكاتسانيس نشر نسخ غريغوريوس في مجلدين.

### مساهماته في أنواع الترانيم الكنسية السماوية
إن تنسيق هيكل الجوقة المكون من ثماني درجات الذي اتبعه بيريكيتيس في تأليفه الشهير لترنيمة «يا والدة الإله والعذراء» مستوحى من تكوين مماثل لترنيمة («أرفع من الشيروبيم») بقلم قسطنطين أغيالوس، كُتبت قبل عدة قرون. شاع هذا الأسلوب بعد بيريكيتيس واستخدمه الملحنون اللاحقون عدة مرات، بما في ذلك القديس نقولا ميرا (في عملين بعنوان «لقد أبصرنا النور الحقيقي» و«الوردة الخالدة»)، والراهب إيواساف من دير ديونيسيو على جبل آثوس (شكل من أشكال التراتيل البطيئة جدًا التي تؤدَّى في أعياد الكنيسة)، وجون البروتوبسالتيس وثيودور فوكايوس وستيفانوس لامباداريوس، وتشورموزيوس أمين أرشيف الكنيسة الكبرى.
ألّف بيريكيتيس أيضًا عملين طويلين (ترنيمة الكروبيك وترتيلة الأحد) وهما صالحتان من الناحية الشكلية، نظرًا لأن الصيغ لم تكن مكتوبة بالتدوين البيزنطي الأوسط، بل كانت جزءًا من الأداء القائم على طرق التلحين التقليدي. يمكن ترديد أحد هذه الترانيم من النوعين في أي من الدرجات البيزنطية الثمانية دون تغيير (النيوم) الفعلي، وإنما تغيير درجة البداية فقط.

## قائمة أعماله
إن هذه القائمة غير كاملة. ضُمنت معظم الأعمال في مجموعة أرشيف الحكماء في جزيرة سايم، ولكن دُمّر الجزء الأخير من المجموعة بعد يناير (نجا النصف الأول فقط)، والمجموعة الرئيسة من هيرموي الكالوفونيك مفقودة باستثناء بعض مؤلفات كالوفونيك التي ألفها ثيوتوكيا والتي صنفت وفق ترتيب أوكتويكوس.
تُعرف هيرموي الكالوفونيك بشكل أساس في التدوين الموسيقي المطبوع لغريغوريوس البروتوبسالتس، في حين أن مؤلفات أوكتايتشا (ترنيمة الكروبيك وترتيلة الأحد) معروفة بشكل أفضل وفقًا للنسخة التي قام به كورموزيوس، لكن نسخ كلا المعلمين في مدرسة الموسيقى كامل مؤلفات بيريكيتيس تقريبًا. وهذا يثبت أنهم كانوا موضع تقدير بالفعل في البطريركية بحلول القرن التاسع عشر. تجدر الإشارة أيضًا إلى أنه كان هناك استقبال روماني خاص منذ القرن السابع عشر وخاصةً لهيرموي الكالوفونيك، الذي دُرّس في جاسي على يد ديونيسيوس فوتينوس ما استوجب انتقال غريغوريوس البروتوبسالتس إلى هناك أيضًا.